# Marc Chagall
Marc Chagall (en rus: Марк Захарович Шага́л; en belarús: Мойша Захаравіч Шагалаў Mojša Zacharavič Šahałaŭ) (Vítsiebsk, 7 de juliol de 1887 – Saint-Paul de Vence, 28 de març de 1985) va ser un pintor jueu-rus, nascut a Belarús, aleshores part de l'Imperi rus. És un dels més destacats pintors del segle xx, associat amb els moviments d'avantguarda posteriors a l'impressionisme.

## Biografia
Marc Chagall va nàixer com a Moishe Segal (משה סג"ל; Segal és un cognom levita, acrònim de סגן לוי Segan Levi, que significa 'Levita ajudant'); el seu nom va ser russificat com Mark Zakhàrovitx Xagàlov i posteriorment com Xagal (שאגאל), que en rus significa va marxar o caminar. Chagall va nàixer a Vítsiebsk, Belarús, i era el gran de nou fills d'una família jueva molt unida, encapçalada per son pare, un comerciant d'arengs, i per la mare, Feiga-Ita. Aquest període de la seua vida, descrit com a feliç entre la pobresa, apareix en referències al llarg de la seua obra.
Va començar a estudiar l'any 1906 sota el mestratge d'un famós artista local, Jehuda Pen. Pocs mesos després, ja l'any 1907, es va traslladar a Sant Petersburg. Ací va inscriure's en l'escola de la Societat d'Amants de les Arts, estudiant sota la tutela de Nikolai Roerich i hi conegué artistes de totes les escoles i estils. Entre 1908 i1910 va estudiar amb Leon Bakst a l'Escola Zviagintseva.
Aquest període va ser difícil per a Chagall —els residents jueus d'aquella època només podien romandre a Sant Petersburg amb un permís, i va ser empresonat breument. Chagall hi va romandre fins a l'any 1910, i regularment visitava el seu llogaret natal, on l'any 1909 va conèixer la seua futura esposa, Bella Rosenfeld.
Després de donar-se a conèixer com a artista, va deixar Sant Petersburg i es va traslladar a París amb l'objectiu d'estar a prop de la gran comunitat artística parisenca, que s'havia reunit al voltant del districte de Montparnasse. Ací va esdevenir amic de Guillaume Apollinaire, Robert Delaunay i Fernand Léger. L'any 1914 va tornar a Vítsiebsk i un any després va casar-se amb la seua promesa, Bella. La Primera Guerra Mundial va esclatar mentre Chagall es trobava a Rússia. L'any 1916, els Chagall van tenir una filla, Ida.
Chagall esdevingué un participant actiu de la Revolució russa. El ministre de Cultura soviètic el va nomenar comissari d'Art de la regió de Vítsiebsk, on va fundar una escola d'art. No se sentia a gust amb la política del nou règim, així que, amb la seua família van traslladar-se a Moscou l'any 1920 i des d'ací de nou a París l'any 1923. Durant aquest període, va publicar unes memòries en jiddisch, que havien estat escrites originalment en rus i que van ser traduïdes al francès per Bella Chagall, També va escriure articles i poesia en jiddisch, publicats principalment en periòdics.
Entre 1927 et 1929, Marc Chagall es va instal·lar al Mas Lloret de Ceret.
Chagall va arribar a Catalunya l'estiu del 1934 amb la família per passar unes vacances. La seva obra recull els escenaris naturals, com la majoria dels artistes presents a Tossa de Mar, però sense deixar mai la connexió amb el seu propi país, Rússia, i amb el fons de l'ésser humà. Per això, es va interessar per les referències populars, sobretot les caixes de mariner, que li permetien retrobar la percepció pura i innocent de moltes de les seves pintures. Ell, que se sentia allunyat de les teories i dels sistemes –com apunta Rafael Benet–, buscava la puresa i la coincidència en les actituds, en les emocions de les persones. Va venir a Catalunya per pintar evocacions de París o Vítsiebsk, però també per conèixer millor el seu propi país.

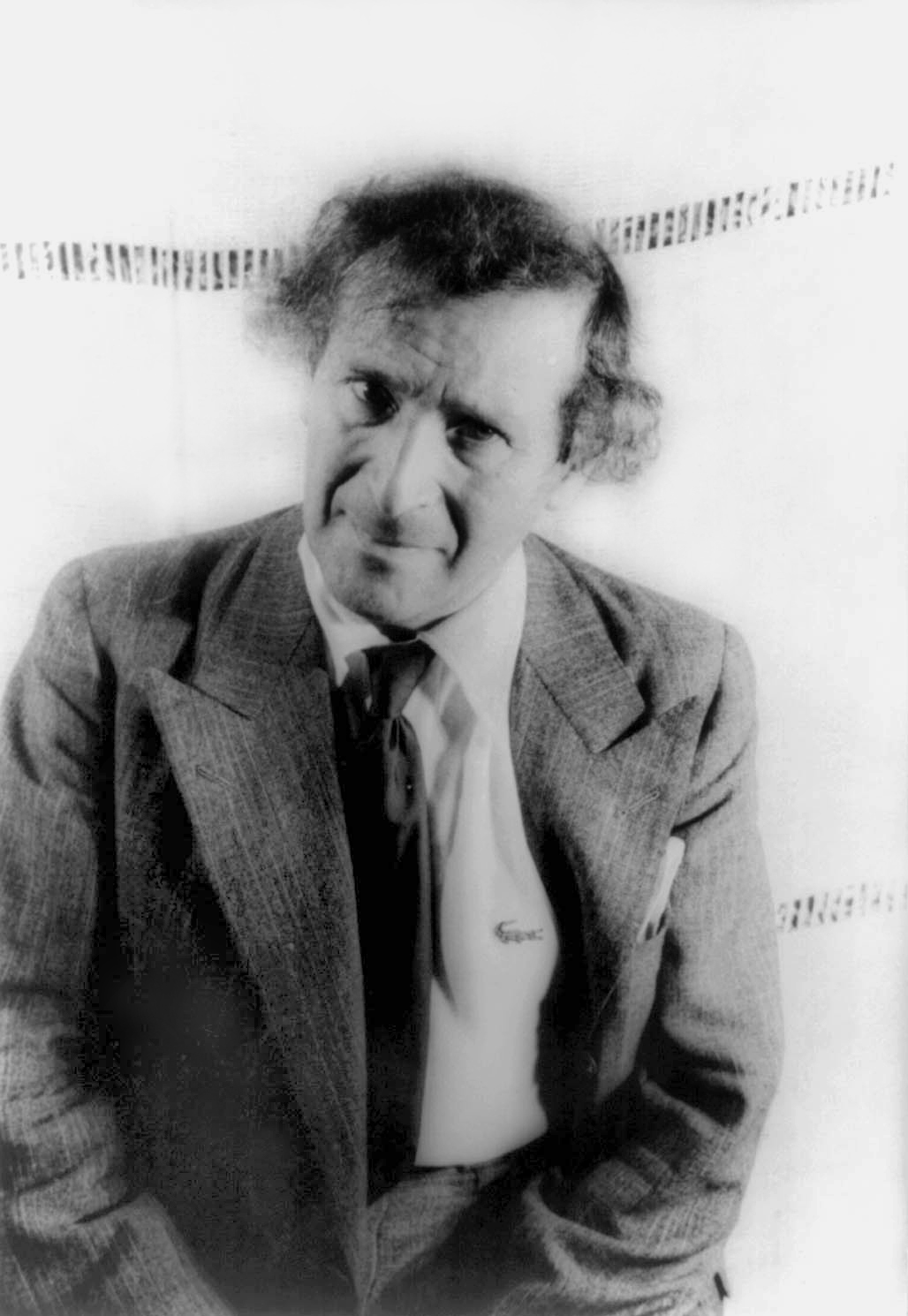
Marc Chagall fotografiat l'any 1941 per Carl Van Vechten

Esdevingué ciutadà francès l'any 1937. Arran de l'ocupació de França pels nazis en la Segona Guerra Mundial i la deportació dels jueus, els Chagall van deixar París. Es van traslladar a Villa Air-Bel, a Marsella, i el periodista nord-americà Varian Fry els va ajudar a fugir de França a través d'Espanya i Portugal. L'any 1941, els Chagall van instal·lar-se als Estats Units d'Amèrica.
El 2 de setembre de 1944, la seua estimada Bella, costant motiu dels seus quadres i companya de la seua vida, va morir. Dos anys després, el 1946, va tornar a Europa. Al voltant de 1949 va començar a treballar a Provença. Aquest mateix any, Chagall va col·laborar en la creació de l'ONG antifeixista MRAP.
Deprimit, només va ser capaç de sortir-se'n en conèixer Virginia Haggard, amb la qual va tenir un fill, i també van servir-li d'ajuda els encàrrecs teatrals que va rebre. Durant aquests intensos anys, va redescobrir un color lliure i vibrant. Les seues obres d'aquest període estan dedicades a l'amor i l'alegria de viure, amb figures corbades i sinuoses. També va començar a treballar l'escultura, la ceràmica i els vitralls.
Chagall es va tornar a casar l'any 1952 amb Valentina Brodsky. Va viatjar diverses vegades a Grècia, i l'any 1957 va visitar Israel-Palestina, on l'any 1960 va crear els vitralls de la sinagoga de l'hospital Hadassah Ein Kerem, a Jerusalem. L'any 1966 va fer un mural per al nou parlament que s'acabava d'edificar en la ciutat de Jerusalem.
Va morir a l'edat de 97 anys a Saint-Paul de Vence, França, el 28 de març de 1985. Està soterrat al cementeri municipal de Saint-Paul. La seua tomba es troba en el corredor situat a l'extrem oest.
Qualsevol que haja visitat el Lincoln Center de Nova York recordarà l'enorme mural de mosaic que hi ha al vestíbul del nou Metropolitan Opera House, inaugurat l'any 1966. També a Nova York, en la seu de l'Organització de les Nacions Unides hi ha un vitrall de Chagall. L'any 1967, l'ONU va commemorar aquesta obra amb l'edició d'un segell postal.
L'any 1973 es va inaugurar a Niça el Musée National Message Biblique Marc Chagall (Museu Chagall).
Un altre museu a Vítsiebsk també porta el seu nom. Va ser fundat l'any 1997 en la casa on va viure la seua família, en el número 29 del carrer Pokrovskaia; tot i que fins a la seua mort, anys abans de la caiguda del Bloc Soviètic, era persona non grata en el seu país. Aquest museu només té còpies de les seues obres. Va rebre el Premi Erasmus per la seva contribució a la construcció d'Europa.

## L'art de Chagall
Chagall va inspirar-se en els costums de la vida a Belarús i va interpretar molts temes bíblics, reflectint la seua herència jueva. En els anys 1960 i 1970 es va involucrar en grans projectes destinats a espais públics o a importants edificis civils i religiosos.
L'obra de Chagall està connectada amb diferents corrents de l'art modern. Va formar part de les avantguardes parisenques que van precedir la Primera Guerra Mundial. Tanmateix, la seua obra es queda sempre en els límits d'aquests moviments i tendències emergents, incloent-hi el cubisme i el fauvisme. Va estar molt connectat amb l'escola de París i els seus exponents, incloent-hi Amedeo Modigliani.
En les seues obres abunden les referències a la seua infantesa, tot i el preu d'evitar les problemàtiques experiències que després va viure. Comunica la felicitat i l'optimisme a aquells que les observen, mitjançant intensos i vívids clors. Chagall va posar sovint per a si mateix, de vegades junt amb la seua muller, com a observador del món —un món de colors, com vist a través d'un vitrall. Molts consideren La crucifixió blanca, que conté rics i intrigants detalls, com una denúncia del règim de Stalin, de l'Holocaust nazi i de tota l'opressió contra els jueus.

## Símbols utilitzats sovint en l'obra de Chagall
- Vaca: la vida per excel·lència: llet, carn, pell, banyes, energia.
- Arbre: un altre símbol de la vida.
- Gall: fertilitat, sovint pintat junt amb uns amants.
- Pit (sovint nu): l'erotisme i la fertilitat de la vida (Chagall estimava i respectava les dones).
- Violinista: a Vítsiebsk, el poble de Chagall, el violinista feia música en els moments importants de la vida (naixements, noces, mort).
- Areng (sovint pintat com un peix volador): commemora el treball del pare de Chagall.
- Rellotge de pèndol: els temps i la vida senzilla.
- Canelobre: dues candeles simbolitzen el Shabbat, el Menorah és simbolitzat per un canelobre amb set candeles i el Hanukkah pel seu canelobre. Consegüentment simbolitza la vida dels jueus pietosos (Chassidim).
- Finestres: l'amor a la llibertat de Chagall i "París a través de la finestra".
- Cases de Vítsiebsk (sovint en pintures de la seua època a París): sentiments vers la seua pàtria.
- Escenes de circ: harmonia de l'ésser humà i l'animal que indueix la creativitat humana.
- Crucifixió de Jesús: aquest no és, com molts creuen, un símbol de l'Holocaust i de les persecucions dels jueus que van ocórrer anys després que Chagall començara la seua carrera artística. Marc Chagall era molt comprensiu amb la fe cristiana, i especialment amb els ideals i la personalitat de Jesús, i ho expressa a través de les seues obres.
- Cavalls: llibertat.
- La torre Eiffel: dalt del cel, llibertat.

## Chagall i la seua obra avui
La seua obra es troba en una gran quantitat de llocs, com ara el Palais Garnier (l'antiga Òpera de París), la Chase Tower Plaza de Chicago, el Metropolitan Opera, la catedral de Metz, Notre-Dame de Reims, l'abadia de Fraumünster a Zúric, Suïssa, l'església de Sant Esteve a Magúncia, Alemanya i l'encisador Museu Chagall de Niça, que ell mateix va ajudar a dissenyar.
L'única església que conté un conjunt complet de vitralls de Chagall es troba en el poble de Tudeley, a Kent (Anglaterra). Chagall va pintar 12 colorits vitralls per a l'hospital Hadassah Ein Kerem de Jerusalem. Cada vitrall representa una tribu d'Israel.

## Llista de les seues obres més conegudes
- Dona jove en un sofà (Mariaska), 1907 (col·lecció privada)
- La boda, 1910
- El naixement, 1910, Kunsthaus Zürich
- El poble i jo, 1911, Nova York, Museum of Modern Art
- Adam i Eva, 1912
- Autoretrat amb set dits, 1913, Museu Stedelijk, Amsterdam
- El violinista, 1911-1914, Düsseldorf, Alemanya, Kunstsammlung NRW
- Aniversari, 1915, Nova York, Museum of Modern Art
- Bella amb un collar blanc, 1917
- La casa blava, 1917-1920
- La caiguda dels àngels, 1923-1947, Kunstmuseum Basel
- Violinista verd, 1923-1924, Guggenheim Museum
- Poble somiat, 1929, San Antonio, TX, McNay Art Museum
- La dona acròbata, 1930, París, Musée National d'Art Moderne
- Solitude, 1933, Museu de Tel-Aviv
- La Crucifixion blanche (1938), Institut d'Art de Chicago
- Midsummer Night's Dream, 1939
- El gall roig, 1940, Cincinnati Art Museum
- Madonna with sleighs, 1947, Stedelijk Museum, Amsterdam
- La Mariée (La nòvia), 1950
- Amants en un cel roig, 1950
- Moisès rebent les taules de la Llei, 1950-1952
- La nit verda, 1952
- La Bastilla, 1953
- Pont sobre el Sena, 1954, Hamburger Kunsthalle
- Camp de Mart, 1954-1955, Museum Folkwang, Essen
- El creuament de la mar Roja, 1955
- Commedia dell'arte, 1959 (Oper- und Schauspielhaus Frankfurt, vestíbul)
- Autoretrat, 1959-1960
- Rei David, 1961
- Sostre de l'Òpera Garnier, 1964
- Exodus, 1952-1966
- Guerra, 1964-1966, Kunsthaus Zuric
- Murals de mosaic per al vestíbul del Metropolitan Opera, Nova York, 1966
- Decorats per a Die Zauberflüte, Metropolitan Opera, Nova York, 1967
- Finestres de tema bíblic, 1968, catedral de Metz
- El profeta Jeremies, 1968
- Job, 1975
- Missatge bíblic, 17 obres (Niça, Musée National)
- America Windows, 1977, Art Institute of Chicago
- L'ase groc, 1979
- Finestres de tema bíblic, 1974, catedral de Reims
- Família, (1975-1976)
- Nou finestres de tema bíblic en blau lluminós, 1978-1985, església de Sant Esteve a Magúncia
- La gran cavalcada, 1979-1980, Pierre Matisse Gallery, Nova York
- La crucifixió blanca
- Les finestres de Jerusalem
- Quatre estacions, 1974, First National Bank Plaza, Chicago, Illinois Fotos
- Le Clown au Cirque (1980)

## Llibres
- Aleksandr Kamensky, Marc Chagall, un artista de Rússia, Trilistnik, Moscou, 2005 (en rus)
- Aleksandr Kamensky, Chagall: The Russian Years 1907-1922., Rizzoli, NY, 1988 (Versió abreujada de Marc Chagall, un artista de Rússia)
- Nikolaj Aaron, Marc Chagall., (rororo-Monographie) Reinbek 2003 (In German)
- Benjamin Harshav, ed. Marc Chagall on Art and Culture, Stanford, CA: Stanford University Press, 2003
- Bill Wyman shoots Chagall (Genesis Publications, 1998)
- Shishanov V.A.Vítsiebsk museum of the modern art history of creation and collection. 1918-1941. - Minsk: Medisont, 2007. - 144 p.«PDF».[Enllaç no actiu]